# Hotel Radisson Blu de Tallin
El Hotel Radisson Blu de Tallin es un hotel de 4 estrellas en el centro de Tallin, la capital del país europeo de Estonia. Es operado por el grupo Radisson Hotels (Hoteles Radisson). El edificio tiene 25 pisos y alcanza los 104,8 m (344 pies) de alto. Fue construido desde 1999 hasta 2001, los arquitectos que lo proyectaron fueron Vilen Künnapu, Ain Padrik y Kari Mökkälä. 